# Ши Јитинг
Ши Јитинг (рођена 17. октобра 1997) је кинески параспортиста. Има отежано кретање мишића у левој руци и различите дужине на обе ноге. Освојила је три златне медаље на Летњим параолимпијским играма и шест златних на Светском првенству у параатлетици.

## Каијера
На Параолимпијским играма у Токију 2020. Јитинг је освојила финалну златну медаљу у класи Т36 на 100 метара за жене.
На Светском првенству у атлетици у Кобеу, одржаном у источној Азији, победила је у финалу на 100 метара Т36 за жене где је поставила нови светски рекорд.
Постигла је најбрже трчање (100 метара) пара атлетичарке у категорији Т36 које је износило 13,68 секунди 20. јула 2017. на Светском првенству у пара атлетици одржаном у Лондону..